# シクスト・ロドリゲス

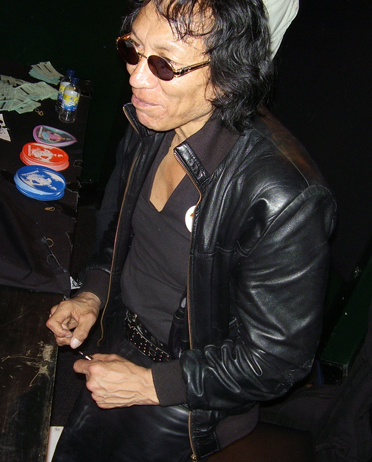
2007年撮影

シクスト・ロドリゲス（Sixto Diaz Rodriguez、1942年7月10日 - 2023年8月8日）は、アメリカ合衆国のミュージシャン。ミシガン州・デトロイト在住。

## 経歴
米国でのミュージシャンとしての商業活動は短命なもので、1970年代前半に2枚のレコードアルバムを出したがわずかな数しか売れず、2回のオーストラリアでの海外公演をしただけで終わった。しかし、ロドリゲスのアルバム「Cold Fact」はその後南アフリカ共和国で海賊盤のカセットテープにダビングされて広まって50万枚売れ、収録曲の「Sugar Man」は反アパルトヘイトを象徴する歌として熱狂的な支持を集めた。
引退してから何年もの歳月が経っていた事もあり、南アフリカ国内ではロドリゲスは自殺したという噂が広く信じられていたが、1990年代に南アフリカのファンたちがインターネットを活用してロドリゲスを探し出し、デトロイトで肉体労働者として働きながら家族を養っていたロドリゲスは30年以上の時を経てミュージシャンとして脚光を浴びた。
ロドリゲスを探し出す過程を記録したドキュメンタリー映画「シュガーマン 奇跡に愛された男（原題：Searching for Sugar Man）」は2012年にアカデミー賞のアカデミー長編ドキュメンタリー映画賞を受賞した。